# Lost and Found (EP)
Lost and Found é o extended play de estréia da cantora sul-coreana IU. Foi lançado em 24 de setembro de 2008 pela LOEN Entertainment. IU colaborou com o letrista e produtor Choi Gap-won, que lançou inúmeros hits de baladas emocionais para músicas de dança, como "Amnesia" de Gummy, "Incurable Disease" de Wheesung, "Toc Toc Toc" de Lee Hyori e "I Hope I Never Run into You Again" de Jang Hye-jin, Lee Jong-hoon da Soul-Shop e o cantor Mario para trabalhar na faixa-título, "Lost Child".

## Antecedentes
O videoclipe para "Lost Child" (Hangul: 미아; RR: Mia), com Thunder, foi postado através do canal oficial da LOEN Entertainment no YouTube em 19 de julho de 2011, depois que a cantora subiu ao estrelato com o sucesso de "Good Day".

## Lista de faixas
CD/Download digital
| N.º            | Título                                   | Letras                      | Música                        | Duração |  |
| 1.             | "Ugly Duckling" (미운 오리; Miun Oli)    | Choi Gap-won                | PJ                            | 3:28    |  |
| 2.             | "Lost Child" (미아; Mia)                 | Choi Gap-won                | Min Woong-shik, Lee Jong-hoon | 3:42    |  |
| 3.             | "You Know" (있잖아; Itjanh-a, com Mario) | Seo Jeong-jin, Choi Gap-won | Kim Se-jin, Seo Jeong-jin     | 3:21    |  |
| 4.             | "Feel So Good"                           | Choi Gap-won                | PJ, Kim Young-hwan            | 4:03    |  |
| 5.             | "Every Sweet Day"                        | Lee Seung-min               | Choi Gap-won                  | 3:29    |  |
| 6.             | "Lost Child (Instrumental)"              |                             | Min Woong-shik, Lee Jong-hoon | 3:42    |  |
| Duração total: | Duração total:                           | Duração total:              | Duração total:                | 21:45   |  |

## Desempenho nas paradas
Single
| "Lost Child" | 41 |

Vendas e certificações
| Parada     | Vendas       |
| ---------- | ------------ |
| Gaon Chart | Desconhecido |

## Prêmios e indicações
| Ano  | Prêmio                                        | Categoria          | Recipiente | Resultado |
| ---- | --------------------------------------------- | ------------------ | ---------- | --------- |
| 2008 | Ministry of Culture, Sports and Tourism Award | Power Rookie Award | IU         | Venceu    |